# Frövifors pappersbruksmuseum
Frövifors pappersbruksmuseum är ett museum i Frövi intill den moderna massa- och kartongfabriken Billerud Korsnäs Frövi.
Museet grundades 1984 i en byggnad från början av 1900-talet som tillhörde pappersbruket. Det innehåller bilder och föremål från brukets historia, bland annat Sveriges äldsta pappersmaskin, den så kallade dyngtvinnaren från 1867, som var i drift på Skoghalls bruk till 1984, samt en utställning om förpackningar med allt från stenålderns förvaringskärl och  japansk förpackningskonst (tsutsumi) till Nordens största samling av ölburkar. Två av museets pappersmaskiner, PM III och PM IV, som är så kallade yankeemaskiner från början av 1900-talet, står kvar i den lokal och i det skick de befann sig när de stängdes år 1980.
Frövi pappersbruksmuseum utsågs till årets arbetslivsmuseum 2021. och till årets industriminne 2023.